# Gouania aptera
Gouania aptera là một loài thực vật có hoa trong họ Táo. Loài này được DC. mô tả khoa học đầu tiên năm 1825.